# پاکو گالاردو
پاکو گالاردو (انگلیسی: Paco Gallardo؛ زادهٔ ۱۳ ژانویهٔ ۱۹۸۰) بازیکن فوتبال اهل اسپانیا است.
وی همچنین در تیم‌های ملی فوتبال زیر ۱۷ سال اسپانیا، زیر ۱۸ سال اسپانیا، و زیر ۲۱ سال اسپانیا بازی کرده‌است.